# Виконт Палмерстон

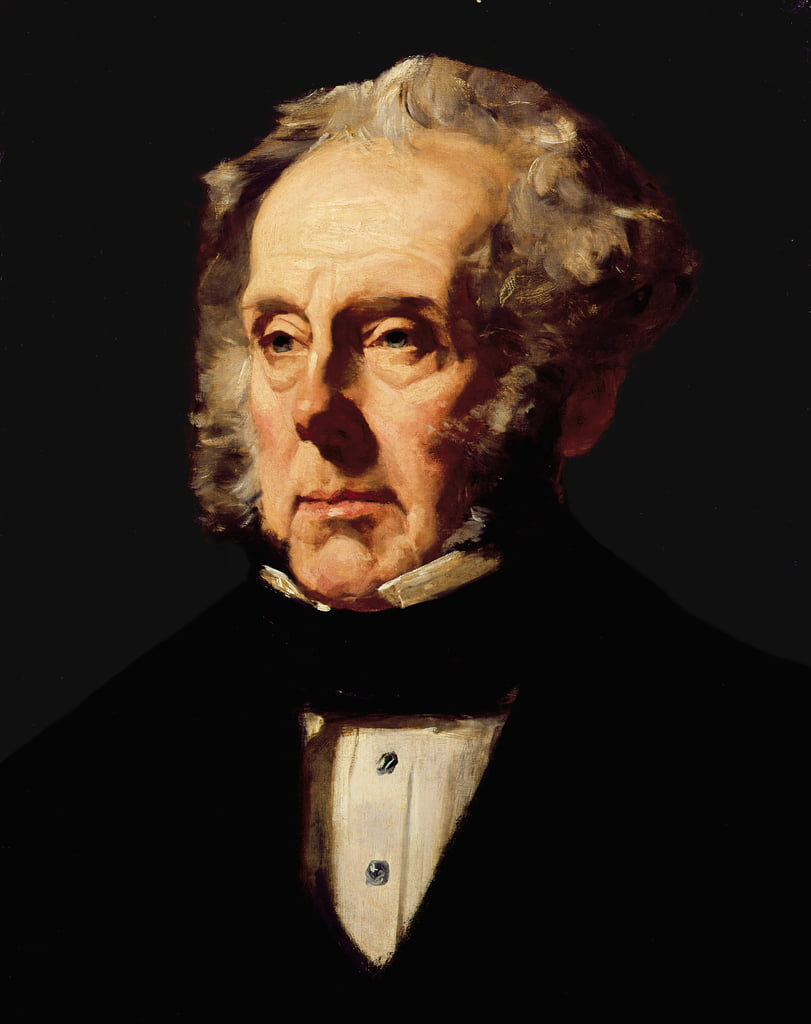
Генри Джон Темпл, 3-й виконт Палмерстон

Виконт Палмерстон (англ. Viscount Palmerston) — угасший аристократический титул в пэрстве Ирландии. Титул был создан 12 марта 1723 года для Генри Темпла, который впоследствии представлял Ист-Гринстед, Боссини и Уобли в Палате общин Великобритании. Он был возведён в бароны Темпл из Маунт Темпл, в графстве Слайго, в то же время, также в пэрстве Ирландии. Ему наследовал его внук, 2-й виконт, который представлял семь округов в Палате общин и служил лордом адмиралтейства и лордом казначейства. После его смерти титулы перешли к его сыну, 3-му виконту, который стал выдающимся политиком и трижды занимал пост министра иностранных дел и дважды премьер-министра Великобритании. После своей смерти в 1865 году, 3-у виконту были дарованы государственные похороны, он был четвёртым не членом королевской семьи, который был удостоен этой чести. Лорд Палмерстон был бездетным, и с его смертью баронство и виконтство угасли.
Семья Темпл происходит от Питера Темпла из Дорсета и Марстона Ботелера. Его старший сын Джон Темпл приобрёл поместье Стоу в Бакингемшире и основал английскую ветвь семьи, из которой произошли виконты Кобэм, герцоги Бекингем и Чандос и графы Темпл Стоуские. Младший сын Питера Темпла Энтони Темпл был основателем ирландской ветви семьи, от которой произошли виконты Палмерстон. Его сын, сэр Уильям Темпл (1555–1627), был секретарём сэра Филипа Сидни и графа Эссексского, а затем проректором Тринити-колледжа в Дублине. Сын сэра Уильяма, сэр Джон Темпл (1600–1677), был мастером над свитками в Ирландии. Последний был отцом сэра Уильяма Темпла, дипломата и сэра Джона Темпла (1632–1704), спикера Ирландской палаты общин и отцом первого виконта Палмерстона.
Третий виконт Палмерстон женился на достопочтенной Эмили Лэмб, сестре премьер-министра лорда Мельбурна и вдове Питера Клаверинг-Купера, 5-го графа Купера. Второй сын Эмили от первого брака, достопочтенный Уильям Купер, унаследовал часть владений своего отчима, в том числе Бродлендс недалеко от Ромси в Гэмпшире, и принял дополнительную фамилию Темпл. В 1880 году он был возведён в пэры в качестве барона Маун Темпла, возрождённого младшего титула виконта Палмерстона. Он был бездетным, и с его смертью в 1888 году пэрство угасло. Однако в 1932 году титул вновь был восстановлен в пользу его внучатого племянника Уилфрида Эшли. Однако у него не было сыновей, и после его смерти в 1938 году титул снова угас. Его дочь, достопочтенная Эдвина, жена лорда Луи Маунтбеттена, унаследовала Бродлендс.

## Виконты Палмерстон (1723)
- Генри Темпл, 1-й виконт Палмерстон (ок. 1673–1757);
- Генри Темпл, 2-й виконт Палмерстон (1739–1802);
- Генри Джон Темпл, 3-й виконт Палмерстон (1784–1865).